# Marée haute à midi
Pour plus de détails, voir Fiche technique et Distribution.
Marée haute à midi (High Tide at Noon) est un film britannique réalisé par Philip Leacock, sorti en 1957.

## Synopsis
Les MacKenzie possèdent la plus grande partie d'une île de Nouvelle-Écosse. Lorsque Joanna, leur fille, revient du continent où elle a passé quelques années, elle se rappelle sa jeunesse. À 17 ans elle était le centre d'attention de trois garçons, Simon, agressif et brutal, Nils, qu'elle considérait comme son grand frère, et Alec qui lui lisait de la poésie. Elle finit par se marier avec Alec, mais son addiction au jeu fait perdre beaucoup d'argent au jeune ménage. De retour au pays, elle retrouve avec plaisir Nils.
Cette histoire se déroule avec en arrière-plan les difficultés des pêcheurs de homard.

## Fiche technique
- Titre original : High Tide at Noon
- Titre français : Marée haute à midi
- Réalisation : Philip Leacock
- Scénario : Neil Paterson, d'après un roman de Elisabeth Ogilvie (en)
- Direction artistique : Edward Carrick
- Costumes : Joan Ellacott
- Photographie : Eric Cross
- Son : C.C. Stevens, Gordon K. McCallum
- Montage : Sidney Hayers
- Musique : John Veale
- Production associée : David Deutsch
- Production exécutive : Earl St. John
- Production : Julian Wintle
- Société de production : Rank Film Productions
- Société de distribution : J. Arthur Rank Film Distributors
- Pays d'origine :  Royaume-Uni
- Langue originale : anglais
- Format : Noir et blanc  — 35 mm — 1,37:1 — son mono
- Genre : drame
- Durée : 109 minutes
- Dates de sortie : 
  - Royaume-Uni : 30 avril 1957
  - France : 8 juillet 1960

## Distribution
- Betta St. John : Joanna MacKenzie
- William Sylvester : Alec Douglas
- Michael Craig : Nils
- Flora Robson : Donna MacKenzie
- Alexander Knox : Stephen MacKenzie
- Peter Arne : Owen MacKenzie
- Patrick McGoohan : Simon Breck
- Patrick Allen : Charles MacKenzie
- Jill Dixon : Matille Trudeau
- Susan Beaumont : Kristy
- John Hayward : Philip MacKenzie
- Errol MacKinnon : Peter Grant

## Distinctions
Le film a été présenté en sélection officielle en compétition au Festival de Cannes 1957.